# Convitto nazionale Mario Pagano

Il convitto nazionale Mario Pagano di Campobasso è un convitto nazionale che ospita all'interno delle sue strutture una scuola primaria, una scuola secondaria di primo grado ed un liceo scientifico, tutte statali. È situato in corso Giuseppe Mazzini 1, nel pieno centro della città.

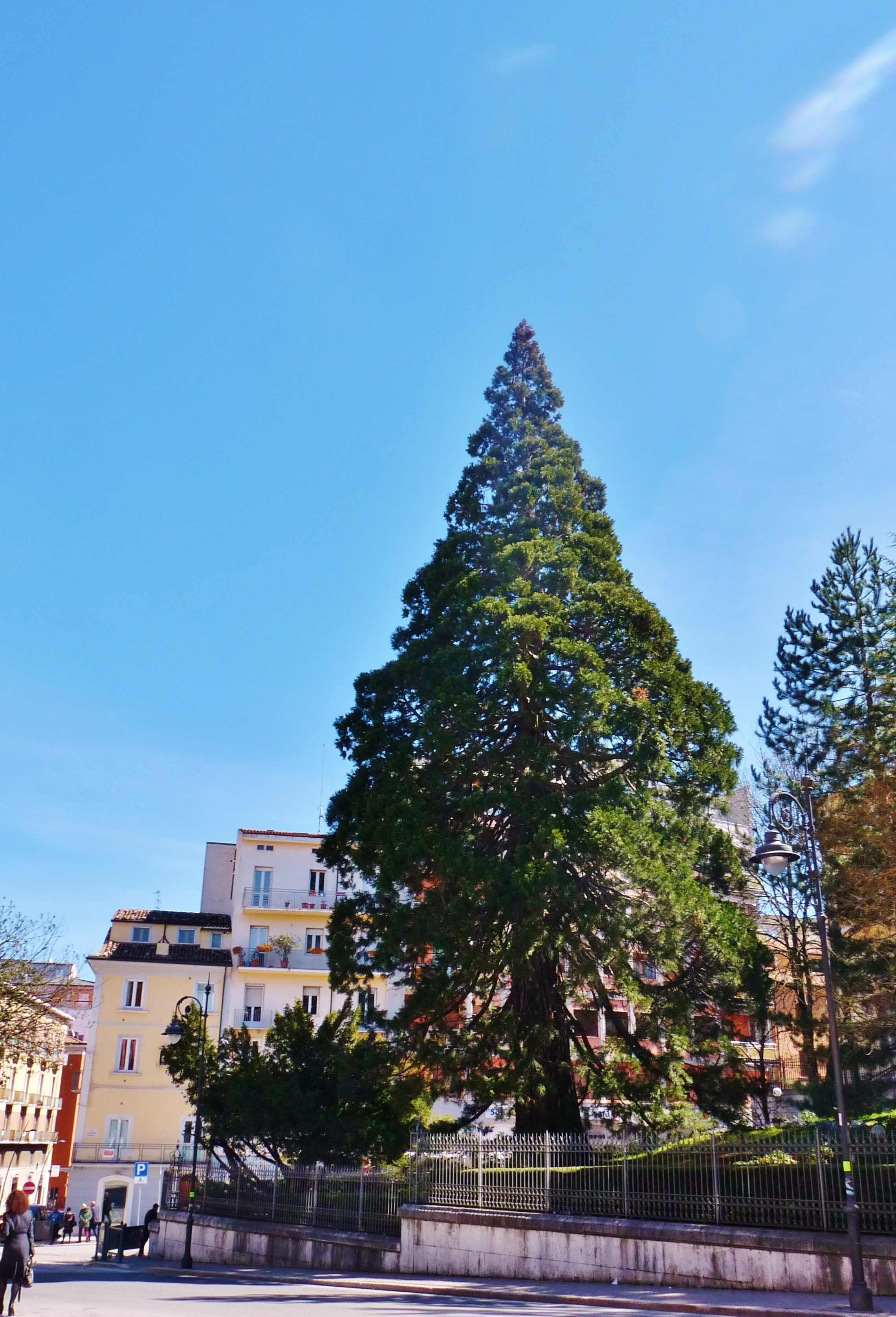
Sequoia di Via Mazzini nel giardino del Convitto Mario Pagano

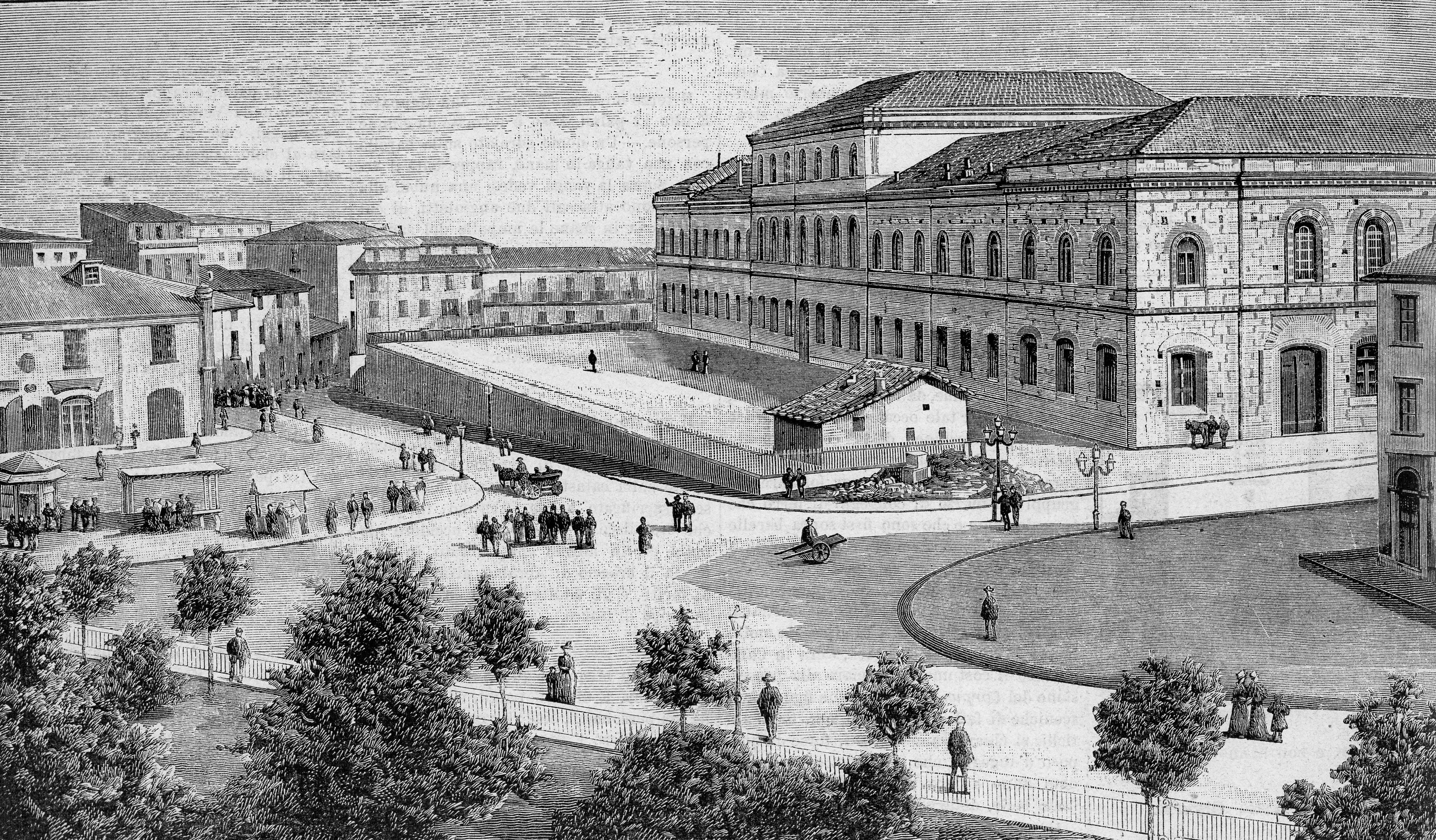
Il convitto nazionale Mario Pagano in una xilografia di fine Ottocento.

## Storia
All'inizio fu denominato "collegio Sannitico" con decreto del 12 marzo 1816, con sede presso il monastero degli Antoniani poiché non idoneo ad edificio scolastico. Compiuti i necessari lavori di adattamento del locale, il collegio venne inaugurato il 16 novembre del 1817, assumendo il prefisso Real con regio decreto del 25 gennaio 1854. La direzione del Real Collegio Sannitico fu affidata ai Padri Barnabiti che portarono avanti un progetto per la costruzione di un nuovo edificio per le scuole e per il convitto. Ottenute le nuove strutture, chiesero ed ottennero di lasciare la gestione dell'Istituto. Il collegio rimase chiuso fino al principio dell'anno 1857, quando venne chiamato a dirigerlo il canonico Berardo Palombieri, sotto la cui amministrazione in quell'anno stesso il collegio venne elevato a Liceo.
Il 4 marzo del 1865, sotto proposta del Ministero della Pubblica Istruzione, con decreto firmato a Milano dal re Vittorio Emanuele II, il collegio prese l'attuale denominazione di convitto nazionale "Mario Pagano", in onore del giurista, politico e patriota italiano Mario Pagano.
Tra le figure più note è da indicare quella di Giovanni Gentile, massimo filosofo italiano del fascismo, che tenne una cattedra presso il ginnasio di questo istituto.
La struttura ospiterà la nona edizione del docu-reality Il collegio.

## Offerta formativa
Il Convitto ospita al suo interno tre ordini di scuola: la scuola primaria, la scuola secondaria di primo grado e il liceo scientifico, tutti statali. L’offerta formativa è orientata a una didattica inclusiva e partecipativa, con particolare attenzione allo sviluppo delle competenze trasversali, al benessere psicologico degli studenti e alla valorizzazione del talento individuale. Le attività curricolari sono affiancate da laboratori, progetti interdisciplinari e percorsi per le competenze trasversali e l’orientamento (PCTO), in collaborazione con enti e istituzioni del territorio molisano.

## Didattica e attività
Negli ultimi anni, il Convitto ha promosso numerose iniziative legate all’innovazione didattica. Tra queste, l’introduzione di un Codice Etico d’istituto – ispirato ai modelli aziendali – volto a rafforzare il senso di responsabilità e di cittadinanza attiva tra studenti, famiglie e personale scolastico.
È stato inoltre sperimentato un modello di didattica per dipartimenti, che favorisce la cooperazione tra docenti e una maggiore coerenza nella progettazione educativa. L’istituto ha avviato percorsi di formazione docente centrati sul pensiero creativo e laterale, sull’inclusione scolastica e sulla leadership educativa, confermando la sua vocazione a essere un laboratorio di pratiche innovative in ambito pubblico.
Dal 2019, la direzione del Convitto è affidata alla professoressa Rossella Gianfagna. Sotto la sua guida, l’istituto ha intrapreso un percorso di rinnovamento culturale e didattico, volto a rafforzare l’identità della scuola come comunità educante. Particolare attenzione è stata dedicata al dialogo con il territorio, all’apertura verso il mondo esterno e alla promozione di pratiche inclusive, attraverso progetti interdisciplinari, incontri formativi con diverse personalità di spicco tra cui il giornalista Domenico Iannaccone o il Procuratore Nicola Gratteri, e iniziative orientate allo sviluppo del pensiero critico e alla cittadinanza attiva.

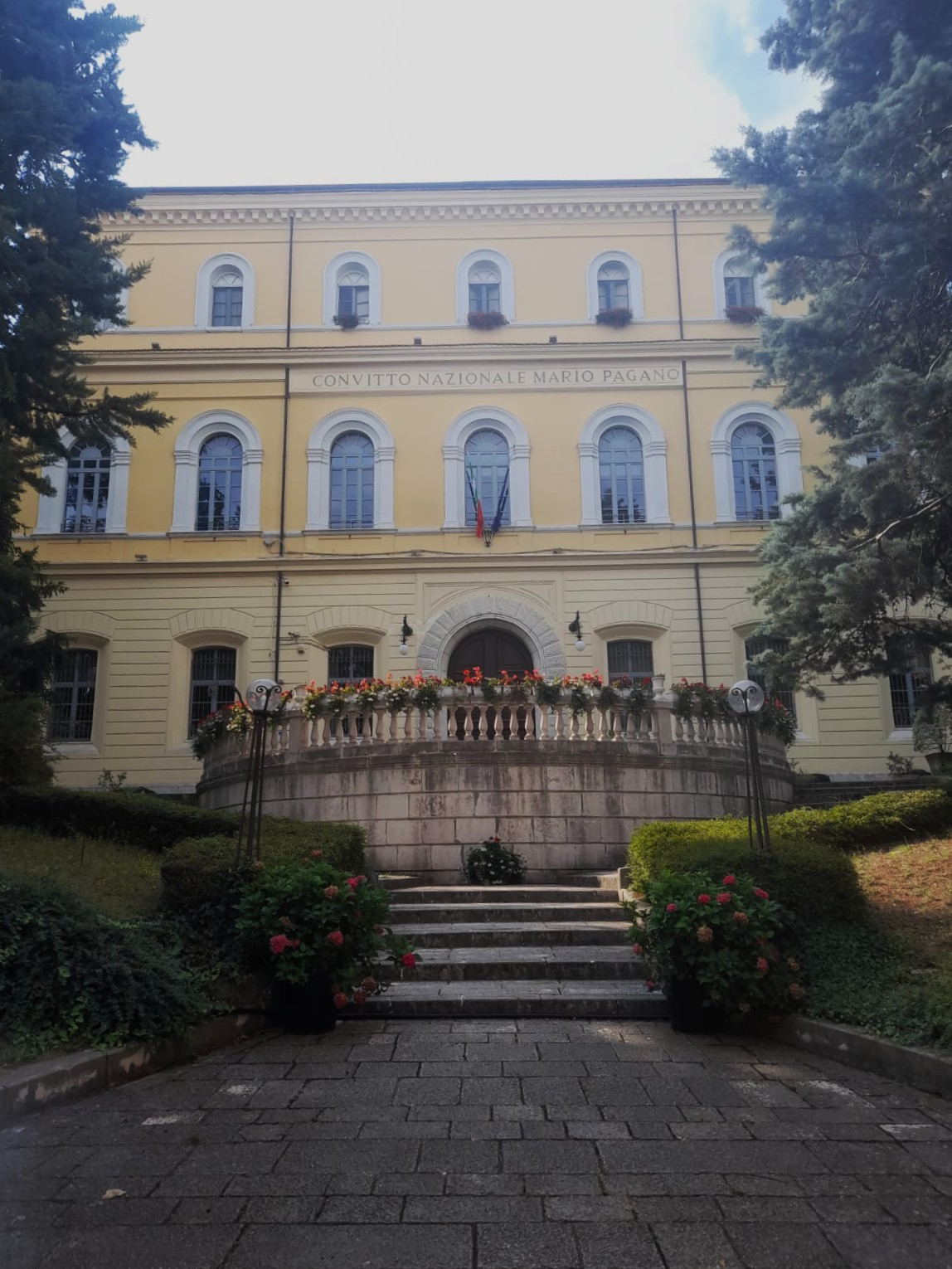

## Strutture
L'edificio, di mole imponente, si sviluppa su tre piani nel corpo centrale e su due nelle sezioni laterali. La facciata presenta al piano terra un ampio portale centrale e una serie di finestre leggermente arcuate.
Il primo livello ospita i seguenti locali:
- portineria;
- segreteria;
- rettorato;
- sala mensa;
- palestra;
- cortile esterno;
- aule del liceo scientifico e della scuola secondaria di primo grado;
- biblioteca:
- laboratori;
- ufficio tecnico
- infermeria.

Il secondo livello ospita:
- aula magna;
- sala per visualizzazione di materiale video;
- aule della scuola primaria;
- camere e locali del convitto;
- cappella (vi si trovano due importanti opere del Settecento fiorentino, di Giuseppe Antonio Fabbrini e di Giovan Domenico Ferretti)[5].

Il terzo livello ospita dei locali privati.

## Il giardino

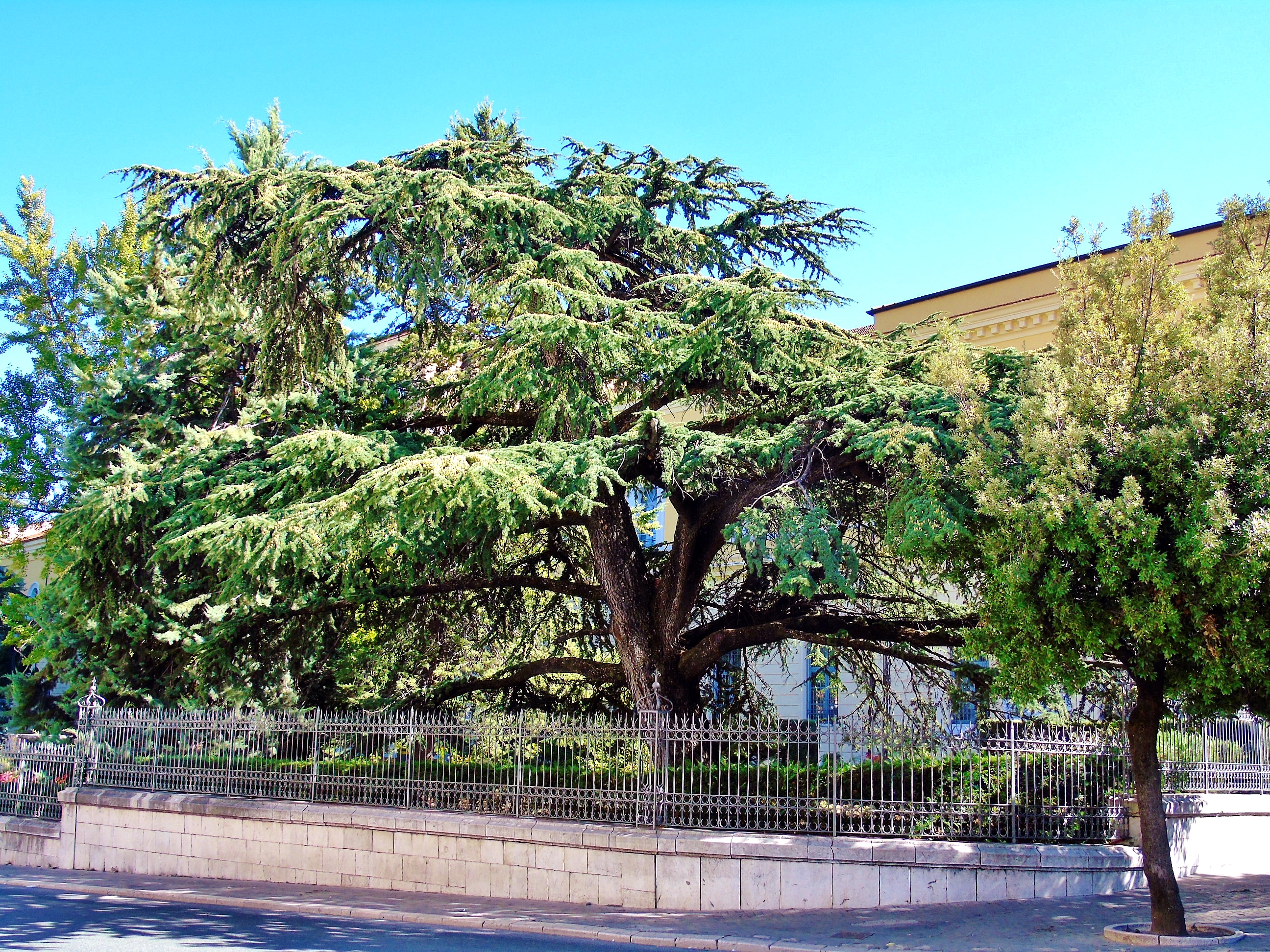
Cedro del Libano nel giardino del Convitto Mario Pagano

L'edificio si affaccia su un giardino, impiantato alla fine del XIX secolo, che è considerato un vero tesoro botanico grazie alla presenza di specie pregiate e rare. Tra gli alberi primeggia la sequoia gigante che ben si è adattata al clima della città raggiungendo un'altezza imponente. Altra vera rarità è il Ginkgo biloba originario della Cina noto per la forma a ventaglio delle sue foglie e per il colore verde intenso in primavera e giallo oro in autunno. Il Cedro del Libano crea infine un angolo caratteristico con i suoi lunghi rami che si sporgono oltre l'inferriata.